# Rouvillers
Rouvillers est une commune française située dans le département de l'Oise en région Hauts-de-France. Ses habitants sont appelés les Rodovillarois et les Rodovillaroises.

## Géographie

### Description
Rouvillers est une commune située à 69 km au nord de Paris, 38 km à l'est de Beauvais, 16 km à l'ouest de Compiègne et à 54 km au sud d'Amiens.

### Communes limitrophes
|                                   | Moyenneville | Hémévillers         |
| Grandvillers-aux-Bois Cressonsacq | Rouvillers   | Francières          |
| Bailleul-le-Soc                   |              | Estrées-Saint-Denis |

### Topographie et géologie
Le territoire communal s'étend sur la plaine d'Estrées  qui dans sa longueur forme une transition à pente douce entre le plateau Picard au nord et la vallée de l'Oise au sud. Le faible dénivelé de surface à la pente orientée vers le nord, d'environ 30 mètres, forme la plaine de Warnavillers. La commune se situe toutefois à l'origine de plusieurs vallées sèches peu profondes se dirigeant vers l'Aronde : l'une qui s'étend vers la commune de Grandvillers-aux-Bois dite vallée de Grandvillers, la seconde vers Moyenneville dite vallée des Cordeliers où se situe le point le plus bas à 66 mètres d'altitude. Le point culminant se situe à la limite communale avec Bailleul-le-Soc, à 89 mètres. La ferme de Warnavillers se trouve à 69 mètres, la ferme d'Elogette à 77 mètres et le village à 85 mètres au-dessus-du niveau de la mer. La commune se trouve en zone de sismicité 1, c'est-à-dire très faiblement exposée aux risques de tremblement de terre.

### Hydrographie
La commune est située dans le bassin Seine-Normandie. Elle n'est drainée par aucun cours d'eau,.
Il subsiste plusieurs mares autour des fermes de Warnavillers et d'Élogette. Les vallons formés par les ruissellements s'orientent au nord vers le bassin versant de l'Aronde. Les zones les plus basses du territoire, près de Warnavillers et au lieu-dit les Flaques sont situées au-dessus de plusieurs nappes phréatiques sous-affleurantes.

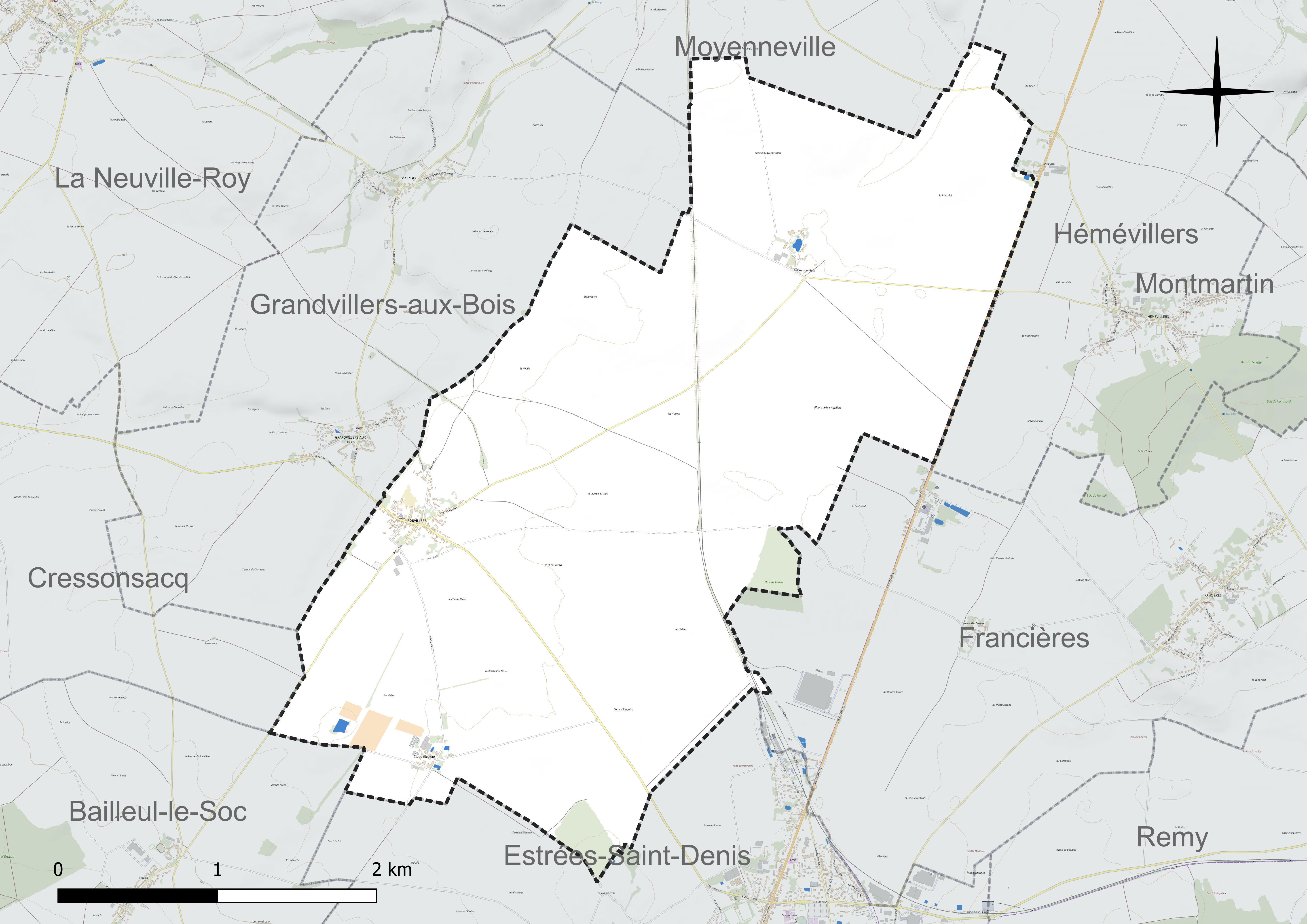
Réseau hydrographique de Rouvillers.

### Climat
Pour des articles plus généraux, voir Climat des Hauts-de-France et Climat de l'Oise.
En 2010, le climat de la commune est de type climat océanique dégradé des plaines du Centre et du Nord, selon une étude du CNRS s'appuyant sur une série de données couvrant la période 1971-2000. En 2020, Météo-France publie une typologie des climats de la France métropolitaine dans laquelle la commune est exposée à un climat océanique et est dans la région climatique  Nord-est du bassin Parisien, caractérisée par un ensoleillement médiocre, une pluviométrie moyenne régulièrement répartie au cours de l'année et un hiver froid (3 °C). 
Pour la période 1971-2000, la température annuelle moyenne est de 10,5 °C, avec une amplitude thermique annuelle de 14,9 °C. Le cumul annuel moyen de précipitations est de 664 mm, avec 10,8 jours de précipitations en janvier et 8,1 jours en juillet. Pour la période 1991-2020, la température moyenne annuelle observée sur la station météorologique la plus proche, située sur la commune de Godenvillers à 16 km à vol d'oiseau, est de 11,1 °C et le cumul annuel moyen de précipitations est de 701,9 mm,. Pour l'avenir, les paramètres climatiques de la commune estimés pour 2050 selon différents scénarios d'émission de gaz à effet de serre sont consultables sur un site dédié publié par Météo-France en novembre 2022.

### Milieux naturels
Hormis les espaces bâtis couvrant 28 hectares pour 2 % de la surface communale, le territoire comprend 95 % d'espaces cultivés sur 1148 hectares  ainsi que 13 hectares de vergers et de prairies. Le espaces boisés du bois du Fresnel à l'est et des bosquets autour du village ne couvrent que 22 hectares pour 2 % du terroir,.

## Urbanisme

### Typologie
Au 1er janvier 2024, Rouvillers est catégorisée commune rurale à habitat dispersé, selon la nouvelle grille communale de densité à sept niveaux définie par l'Insee en 2022.
Elle est située hors unité urbaine. Par ailleurs la commune fait partie de l'aire d'attraction de Paris, dont elle est une commune de la couronne,. 

### Occupation des sols
L'occupation des sols de la commune, telle qu'elle ressort de la base de données européenne d'occupation biophysique des sols Corine Land Cover (CLC), est marquée par l'importance des territoires agricoles (99,9 % en 2018), une proportion identique à celle de 1990 (99,9 %). La répartition détaillée en 2018 est la suivante : 
terres arables (95,3 %), zones agricoles hétérogènes (2,4 %), cultures permanentes (2,2 %), zones industrielles ou commerciales et réseaux de communication (0,1 %). L'évolution de l'occupation des sols de la commune et de ses infrastructures peut être observée sur les différentes représentations cartographiques du territoire : la carte de Cassini (XVIIIe siècle), la carte d'état-major (1820-1866) et les cartes ou photos aériennes de l'IGN pour la période actuelle (1950 à aujourd'hui).

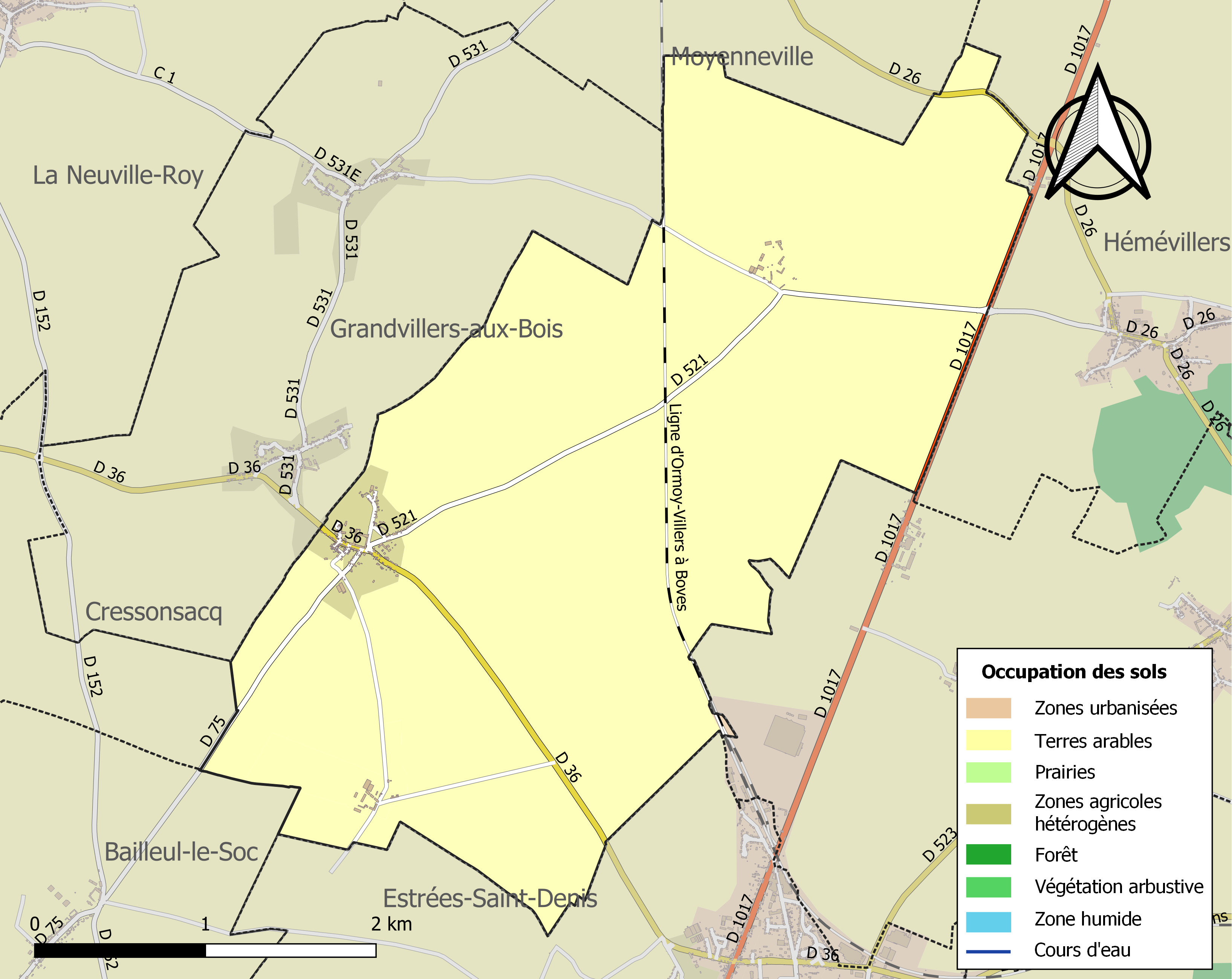
Carte des infrastructures et de l'occupation des sols de la commune en 2018 (CLC).

### Hameaux et lieux-dits
L'essentiel de l'espace bâti se concentre au chef-lieu. La commune possède deux écarts : la ferme de Warnavillers au nord et la ferme d'Elogette au sud.

### Morphologie urbaine
Le chef-lieu constitue un village-groupé autour d'une place de laquelle partent les rues principales.

### Voies de communications et transports
La commune est traversée par trois routes départementales : la D 36, la D 75 et la D 521. La route départementale 36, reliant Saint-Just-en-Chaussée à Jaux est le principal axe de circulation de la commune et permet d'accéder à Estrées-Saint-Denis, ville la plus proche. Elle traverse le village par la Grande Rue. La route départementale 75 se détache de la Grande Rue et se dirige vers Rieux par la rue d'Eraines. La route départementale 521 se détache de la D 36 au niveau de la Grande Place pour rejoindre la D1017 en passant par la ferme de Warnavillers. Une route communale dessert la ferme d'Elogette depuis le village. La route départementale D1017, ancienne route nationale 17 dite route des Flandres de Paris à Lille borde la limite orientale de la commune. Elle est doublée par une piste cyclable.
Le 29 mars 1891 une halte ferroviaire a été inaugurée sur l'ancienne ligne à voie métrique Estrées-Saint-Denis - Froissy - Crèvecœur-le-Grand. La compagnie chargée de sa concession décida la fermeture de la ligne en 1948. La gare se situait au nord du village, entre les gares de Beaupuits et Estrées-Saint-Denis. La ligne d'Amiens à Compiègne traverse toujours la commune du nord au sud. Aujourd'hui la gare SNCF la plus proche est celle d'Estrées-Saint-Denis à 4 km au sud-est.
La commune est desservie, en 2023, par les lignes 662, 6301, 6304 et 6343 du réseau interurbain de l'Oise. La commune fait partie du réseau TADAM, service de transport collectif à la demande, mis en place à titre expérimental par la communauté de communes du Plateau Picard. Elle est reliée à l'un des 8 points de destination situés à Saint-Just-en-Chaussée, Maignelay-Montigny, La Neuville-Roy et Tricot au départ des 98 points d'origine du territoire. Une navette de regroupement pédagogique intercommunal (ligne 6810) relie le village au groupe scolaire de Bailleul-le-Soc, avec les communes de Cressonsacq et Grandvillers-aux-Bois.
L'aéroport de Beauvais-Tillé se trouve à 36 km à l'ouest et l'aéroport de Paris-Charles-de-Gaulle se situe à 50 km au sud. Il n'existe pas de liaisons par transports en commun entre la commune et ces aéroports.

## Toponymie
Le nom de la localité est attesté sous les formes Rouvillare (704) ; Rouvillaris (1150).

## Histoire
Le ministre des Transports Jean-Claude Gayssot avait annoncé la création d'un aéroport dans le département de l'Oise, mais le projet est en sommeil depuis février 1996, depuis le jour où Jacques Douffiagues, chargé de mission par le gouvernement, a survolé le site de Rouvillers au-dessus d'une meute d'opposants déterminés. Ces opposants étaient en grande partie des habitants de la commune qui ne voulaient pas voir disparaître Rouvillers. Les opposants éditèrent des cartes postales antiaéroport et réunirent plus de 20 000 signatures. Le 11 février 2001, 5 000 manifestants bloquèrent la RN 31 et la RN 17 au Bois-de-Lihus près de la commune, mais rien n'est fait. Les opposants, toujours plus déterminés, organisèrent une grande manifestation à Compiègne le 17 juin 2001. Quatre mille manifestants y défilèrent derrière un slogan : "Non au troisième aéroport à Rouvillers". Le 21 août 2001, la chambre de commerce et d'industrie (CCI) d'Amiens annonça sa décision de déposer la candidature du site de Montdidier-Sud, l'aéroport ne sera pas dans l'Oise et donc Rouvillers fut sauvée après une longue lutte[non neutre].

## Politique et administration
| Période                                  | Période                         | Identité                      | Étiquette | Qualité                                    |
| ---------------------------------------- | ------------------------------- | ----------------------------- | --------- | ------------------------------------------ |
| Les données manquantes sont à compléter. |                                 |                               |           |                                            |
|                                          | 1832                            | Auguste Budin                 |           | agriculteur                                |
| 1832                                     | 1857                            | Joseph Hochedez               |           | agriculteur                                |
| 1857                                     | 1867                            | Louis Auguste Dumont          |           | agriculteur                                |
| 1868                                     | 1883                            | Ernest Dumont                 |           | agriculteur                                |
| 1883                                     | 1908                            | Ernest Henri Théophile Nazart |           | agriculteur                                |
| 1908                                     | 1923                            | Henri Dumont                  |           | agriculteur                                |
| Les données manquantes sont à compléter. |                                 |                               |           |                                            |
| mars 2001                                | En cours (au 28 septembre 2014) | Nicolas Sainte-Beuve          | UMP       | agriculteur Réélu pour le mandat 2020-2026 |

## Population et société

### Démographie

#### Évolution démographique
L'évolution du nombre d'habitants est connue à travers les recensements de la population effectués dans la commune depuis 1793. Pour les communes de moins de 10 000 habitants, une enquête de recensement portant sur toute la population est réalisée tous les cinq ans, les populations de référence des années intermédiaires étant quant à elles estimées par interpolation ou extrapolation. Pour la commune, le premier recensement exhaustif entrant dans le cadre du nouveau dispositif a été réalisé en 2004.

En 2022, la commune comptait 282 habitants, en évolution de +1,81 % par rapport à 2016 (Oise : +0,87 %, France hors Mayotte : +2,11 %).
| 1793 | 1800 | 1806 | 1821 | 1831 | 1836 | 1841 | 1846 | 1851 |
| ---- | ---- | ---- | ---- | ---- | ---- | ---- | ---- | ---- |
| 319  | 269  | 260  | 278  | 258  | 285  | 288  | 311  | 303  |

| 1856 | 1861 | 1866 | 1872 | 1876 | 1881 | 1886 | 1891 | 1896 |
| ---- | ---- | ---- | ---- | ---- | ---- | ---- | ---- | ---- |
| 290  | 291  | 300  | 287  | 288  | 298  | 292  | 293  | 263  |

| 1901 | 1906 | 1911 | 1921 | 1926 | 1931 | 1936 | 1946 | 1954 |
| ---- | ---- | ---- | ---- | ---- | ---- | ---- | ---- | ---- |
| 247  | 273  | 262  | 241  | 282  | 324  | 315  | 334  | 272  |

| 1962 | 1968 | 1975 | 1982 | 1990 | 1999 | 2004 | 2006 | 2009 |
| ---- | ---- | ---- | ---- | ---- | ---- | ---- | ---- | ---- |
| 239  | 222  | 202  | 182  | 241  | 249  | 263  | 253  | 259  |

| 2014 | 2019 | 2022 | - | - | - | - | - | - |
| ---- | ---- | ---- | - | - | - | - | - | - |
| 274  | 273  | 282  | - | - | - | - | - | - |

#### Pyramide des âges
La population de la commune est relativement jeune.
En 2018, le taux de personnes d'un âge inférieur à 30 ans s'élève à 35,9 %, soit en dessous de la moyenne départementale (37,3 %). À l'inverse, le taux de personnes d'âge supérieur à 60 ans est de 18,3 % la même année, alors qu'il est de 22,8 % au niveau départemental.
En 2018, la commune comptait 139 hommes pour 135 femmes, soit un taux de 50,73 % d'hommes, légèrement supérieur au taux départemental (48,89 %).
Les pyramides des âges de la commune et du département s'établissent comme suit.
| Hommes | Classe d’âge | Femmes |
| ------ | ------------ | ------ |
| 0,0    | 90 ou +      | 1,5    |
| 3,6    | 75-89 ans    | 5,2    |
| 13,8   | 60-74 ans    | 12,6   |
| 23,9   | 45-59 ans    | 23,7   |
| 21,0   | 30-44 ans    | 23,0   |
| 14,5   | 15-29 ans    | 14,1   |
| 23,2   | 0-14 ans     | 20,0   |

| Hommes | Classe d’âge | Femmes |
| ------ | ------------ | ------ |
| 0,5    | 90 ou +      | 1,4    |
| 5,5    | 75-89 ans    | 7,6    |
| 15,6   | 60-74 ans    | 16,3   |
| 20,8   | 45-59 ans    | 20     |
| 19,4   | 30-44 ans    | 19,4   |
| 17,6   | 15-29 ans    | 16,2   |
| 20,6   | 0-14 ans     | 19,1   |

### Enseignement
En matière d'enseignement primaire, les enfants sont scolarisés au sein d'un regroupement pédagogique intercommunal associant les communes de Bailleul-le-Soc, Cressonsacq, Rouvillers et Grandvillers-aux-Bois dans lequel chaque village conserve son école.
En janvier 2019, 150 élèves fréquentent le regroupement. Une cantine a été créée ainsi qu'une bibliothèque, une salle informatique et une salle d'accueil périscolaire.

## Lieux et monuments
- Église Notre-Dame (XVIe, XVIIe et XVIIIe siècles) : la nef et le portail datent de la fin du XVIe siècle. Le clocher fut construit au XVIIe siècle et le chœur au XVIIIe siècle.
- Ferme de Warnavillers : Il s'agit d'une grange ayant appartenu à l'abbaye Notre-Dame d'Ourscamp. Elle est entourée d'un mur d'enceinte, de beaux bâtiments de ferme se répartissant autour d'une mare bordée d'arbres. Elle compte des bergeries, des pigeonniers, des étables et également la « grange au Diable », datant du XIIe siècle, possédant une charpente en chêne qui supporte sa toiture.

## Héraldique
| Blason de Rouvillers | Blason  | D'azur au huchet lié d'or, le pavillon à dextre; à la champagne d'argent chargée d'une tête de chien de gueules lampassée d'or. |
| Blason de Rouvillers | Détails | Le statut officiel du blason reste à déterminer.                                                                                |